# Станіславув (Холмський повіт)
Станіславув (пол. Stanisławów) — село в Польщі, у гміні Жмудь Холмського повіту Люблінського воєводства.
Населення — 118 осіб (2011).
У 1975-1998 роках село належало до Холмського воєводства.

## Демографія
Демографічна структура станом на 31 березня 2011 року:
|          | Загалом | Допрацездатний вік | Працездатний вік | Постпрацездатний вік |
| -------- | ------- | ------------------ | ---------------- | -------------------- |
| Чоловіки | 57      | 9                  | 43               | 5                    |
| Жінки    | 61      | 10                 | 32               | 19                   |
| Разом    | 118     | 19                 | 75               | 24                   |